# Shoulder Mountain
Shoulder Mountain är ett berg i Antarktis. Det ligger i Östantarktis. Nya Zeeland gör anspråk på området. Toppen på Shoulder Mountain är 1 000 meter över havet.
Terrängen runt Shoulder Mountain är kuperad åt sydost, men åt nordväst är den bergig. Trakten är obefolkad. Det finns inga samhällen i närheten.